# Satisfaction guaranteed (or take your love back)
Satisfaction guaranteed (or take your love back) is een single van Harold Melvin & The Blue Notes. Het is afkomstig van hun album Black and blue. Het is een nummer geschreven door Kenny Gamble en Leon Huff (Gamble and Huff), een befaamd schrijversduo uit de Philadelphia soul.

## Hitnotering
Satisfaction guaranteed verkocht stukken minder dan haar voorganger The love I lost. Haalde die laatste de 7e plaats in de Billboard Hot 100, 'Satisfaction' de 58e. In het Verenigd Koninkrijk was dat niet anders. 'Satisfaction' kwam tot de 32e plaats in zes weken; 'The love' tot de 21e in 8 weken.

### Nederlandse Top 40
| Positie: | 35 | 31 | 24 | 24 | 37 | uit |

### NederlandseDaverende 30
| Positie: | 28 | 28 | 30 | uit |

### BelgischeBRT Top 30
| Positie: | 23 | uit |

### VlaamseUltratop 30
| Positie: | 26 | uit |

### NPO Radio 2 Top 2000
Satisfaction guaranteed stond alleen in 1999 in de NPO Radio 2 Top 2000, op plek 1954.

## Günther Neefs
Günther Neefs bracht in 1997 zijn versie uit op Polydor. Hij had er een bescheiden hitje mee in België.

### VlaamseUltratop 50
| Positie: | 40 | 44 | 49 | uit |